# محوطه چشمه کرکبود
محوطه چشمه کرکبود مربوط به دوره صفوی تا دوره قاجار است و در شهرستان الیگودرز، بخش بشارت، دهستان پیشکوه ذلقی، ۲۵۰م غرب روستای کر کبود واقع شده و این اثر در تاریخ ۱۸ اسفند ۱۳۸۷ با شمارهٔ ثبت ۲۵۲۵۰ به‌عنوان یکی از آثار ملی ایران به ثبت رسیده است.